# ناحیه مرکده
ناحیه مرکده (به عربی: ناحیة مرکدة) یک ناحیه در سوریه است که در منطقه الحسکه واقع شده‌است. ناحیه مرکده ۳۴٬۷۴۵ نفر جمعیت دارد.